# حسن بن بديدة
حسن بن بديدة ممثل مغربي من مواليد الدار البيضاء عام 1960. 

## سيرة شخصية
كان أول ظهور فني لحسن بن بديدة من خلال مسرحية على خشبة مسرح مركز الشباب للتوعية بالفنون والثقافة. مهد هذا الظهور الطريق له للوصول إلى الجماهير المغربية، خاصة بعد دوره في فيلم 2013 هشام العسري، ⁣ هم الكلاب، وفي نفس العام، ⁣ شارك في مسلسل ساعة في الجحيم مع المخرج ياسين فنان. و عرف حسن بن بديدة أيضا في العمل السياسي في سياق الأوضاع السياسية والتغيرات التي شهدها المغرب العربي في الاحتجاجات الشعبية.

## أعماله

### أفلام
- 2009 : لوكونطابل
- 2010 : ولاد البهجة
- 2011 : النهاية
- 2012 : رقصة الوحش
- 2012 : أندرومان - الدم والفحم
- 2013 : هم الكلاب
- 2014 :البحر من ورائكم
- 2017 : الاحتلال القاتل
- 2017 : الإحصاء مول
- 2017 : ضربة في الراس
- 2017 : حياة
- 2018 : كيليكيس دوار لبوم
- 2018 : الجاهلية
- 2019 : هلا مدريد فيسكا بارصا
- 2019 : من عقلي القاضي
- 2019 : سيد المجهول
- 2019 : كمبوديا
- 2020 : ميلوديا المورفين
- 2020 : خريف توفاح
- 2020 : النجم
- 2020 : المغادرة

## التلفاز

### سلسلات
- 2008 : ساعة في الجحيم
- 2013 : مداولة
- 2014 : كنزة في الدوار
- 2018 : فوك سحاب
- 2022 : مول لمليح

## روابط خارجية
- حسن بديدة على موقع IMDb (الإنجليزية)
- حسن بديدة على موقع AlloCiné (الفرنسية)